# Jelenova muha
Jelenova muha (znanstveno ime Lipoptena cervi) je zajedavska vrsta muh, ki je razširjena po zmernem pasu Evrope, Sibirije in severne Kitajske. Kasneje je bila vnešena tudi v Severno Ameriko.

## Opis
Jelenova muha je parazit različne jelenjadi. Odrasle muhe so rjave barve. Dosežejo dolžino med 5 in 7 mm in imajo sploščeno elastično telo. So slabi letalci, ki krila odvržejo ob pristanku na gostiteljevem kožuhu, nato pa se zakopljejo v kožuh do kože, tam pa nato sesajo kri. Kri sesajo od 15 do 25 minut. Samica naenkrat izleže le po eno ličinko, ki jo hrani v telesu preko posebne žleze, dokler ni pripravljena za zabubljenje. Buba se v odraslo žival razvije na gozdnih tleh, napogosteje na krajih, kjer gostiteljske živali počivajo. Iz bube se razvije krilata muha, ki začne takoj iskati primernega gostitelja.